# Austrolebias cheradophilus
Austrolebias cheradophilus is een straalvinnige vissensoort uit de familie van de killivisjes (Rivulidae). De wetenschappelijke naam van de soort is voor het eerst geldig gepubliceerd in 1965 door Vaz-Ferreira, Sierra de Soriano & Scaglia de Paulete.